# Komplement fixační test
Komplement fixační test (zkratka CFT z anglického Complement fixation test), někdy označovaná jako reakce vazby komplementu nebo komplement fixační reakce (KFR), je imunologická metoda patřící mezi základní sérologické metody, jež fungují na principu reakce protilátky s antigenem. CFT využívá schopnosti vázat se na komplex antigenu s protilátkou (IgG a IgM izotopu) a následně tím aktivovat komplementový systém.Test se používá především k diagnostice infekčních onemocnění lidí a zvířat, přičemž CFT lze použit k identifikaci jak specifických protilátek tak antigenu. Metoda byla vypracována v roce 1901 Bordetem a Genguem. Přestože je metoda již na ústupu a je často nahrazována jinou technikou (např. ELISA), stále se používá v řadě diagnostických laboratořích například k diagnostice toxoplasmózy.